# Zbeltowice
Zbeltowice – wieś w Polsce położona w województwie świętokrzyskim, w powiecie kazimierskim, w gminie Bejsce.
| SIMC    | Nazwa    | Rodzaj    |
| ------- | -------- | --------- |
| 0227502 | Błonie   | część wsi |
| 0227519 | Byczów   | część wsi |
| 0227525 | Getto    | część wsi |
| 0227531 | Piasek   | część wsi |
| 0227548 | Zamoście | część wsi |

W latach 1975–1998 miejscowość administracyjnie należała do województwa kieleckiego.